# بازنشستگی افتخاری
بازنشستهٔ افتخاری، لقب استاد برجسته یا امریت (انگلیسی: Emeritus) در کاربرد کنونی، صفتی است که برای بیان جایگاه بازنشستگی یک استاد، کشیش، اسقف، پاپ، مدیر، رئیس‌جمهور، نخست‌وزیر، خاخام، امپراتور یا شخص دیگری که «مجاز به حفظ عنوان افتخاری؛ با توجه به آخرین پست و مقامی که برخوردار بوده، داده می‌شود». این اصطلاح که از لاتین گرفته شده، دارای جنسیت است: امریت (emeritus) برای مرد و امریتا (emerita) برای زن به‌کار می‌رود.
در برخی موارد، این اصطلاح به‌طور خودکار به همهٔ افرادی که در یک درجه مشخص بازنشسته می‌شوند، اعطا می‌شود، اما در این موارد هم این همچنان نشان دهندهٔ خدمات برجسته‌ای است که فقط به تعداد اندکی در بازنشستگی اعطا می‌شود. عنوان بازنشستهٔ افتخاری همچنین هنگامی که استفاده می‌شود و فردی با تمایز در یک حرفه بازنشسته می‌شود یا موقعیت را تحویل می‌دهد، به او این امکان را می‌دهد که درجهٔ سابق خود را در عنوان خود حفظ کند، به عنوان مثال، «استاد برجسته». اصطلاح Emeritus لزوماً به معنای این نیست که شخصی از همهٔ وظایف سمت قبلی خود چشم پوشی کرده است. او ممکن است برخی از آن‌ها را ادامه دهد.
عنوان بازنشستهٔ افتخاری برای شخص متوفی استفاده نمی‌شود، مگر در مجالس ترحیم او، که می‌تواند بازتاب موقعیت فرد در هنگام مرگ باشد.

## در آموزش عالی

### در ایالات متحده
در ایالات متحده آمریکا و سایر کشورها یک استاد تمام که در وضعیت خوبی در یک مؤسسهٔ آموزشی بازنشسته می‌شود می‌تواند عنوان «استاد برجسته» را به خود اختصاص دهد. در بیشتر سیستم‌ها و مؤسسات، این درجه به همهٔ اساتیدی اعطا می‌شود که در وضعیت خوبی بازنشسته شده‌اند، در حالی که در برخی دیگر، به شامل شدن مقرراتی خاص یا به رأی‌گیری نیاز دارد.